# Teofilo (vescovo)
Teofilo (... – IV secolo) è stato un vescovo italiano di Benevento.

## Biografia
Nei cataloghi tradizionali dei vescovi di Benevento Teofilo è considerato come 14º vescovo, se si ammette come protovescovo san Fotino (I secolo), oppure come 2º vescovo, se si pone come primo vescovo beneventano san Gennaro (III/IV secolo), di cui fu l'immediato successore.
Teofilo è il primo vescovo beneventano storicamente documentato. Secondo il racconto di Ottato, egli infatti prese parte al sinodo riunito per tre giorni, all'epoca di papa Milziade, dal 30 settembre al 2 ottobre 313 in domum Faustae in Laterano, su convocazione dell'imperatore Costantino I, per ristabilire la pace e la concordia nella Chiesa e per giudicare l'operato di Ceciliano, vescovo di Cartagine.